# Piskî, Baștanka
Piskî (în ucraineană Піски) este localitatea de reședință a comunei Piskî din raionul Baștanka, regiunea Mîkolaiiv, Ucraina.

## Demografie
Componența lingvistică a localității Piskî
     Ucraineană (97,5%)
     Rusă (2,19%)
     Alte limbi (0,31%)
Conform recensământului din 2001, majoritatea populației localității Piskî era vorbitoare de ucraineană (97,5%), existând în minoritate și vorbitori de rusă (2,19%).